# Malé Žernoseky
Malé Žernoseky település Csehországban, a Litoměřicei járásban. Malé Žernoseky Chotiměř, Lhotka nad Labem, Velemín, Velké Žernoseky, Libochovany, Prackovice nad Labem és Píšťany településekkel határos. Lakosainak száma 728 fő (2024. január 1.).

## Népesség
A település lakosságának változását az alábbi diagram mutatja:
| Lakosok száma | 364  | 369  | 412  | 785  | 674  | 669  | 733  | 719  | 729  | 728  |
|               | 1869 | 1890 | 1921 | 1950 | 1980 | 2001 | 2017 | 2019 | 2022 | 2024 |